# 特里尼蒂縣 (德克薩斯州)
特里尼蒂县（英語：Trinity County），是美國德克薩斯州東部的一個縣。面積1,849平方公里。根據美國2000年人口普查，共有人口13,779人。县治格羅夫頓（Groveton）。
成立於1850年2月11日，县政府成立於4月1日。县名來自特里尼蒂河（西班牙語「聖三一」的意思）。